# 15 cm Kanone 16
El 15 cm Kanone 16, también llamado 15 cm K 16, fue un Cañón pesado utilizado por Alemania en la Primera Guerra Mundial y en la Segunda Guerra Mundial. Los obuses enviados a Bélgica como parte de las reparaciones por los daños causados durante la Primera Guerra Mundial, fueron puestos en servicio por la Wehrmacht después de ser recapturados durante la conquista de Bélgica bajo la denominación 15 cm K 429 (b). Generalmente formaron parte de baterías costeras durante la Segunda Guerra Mundial.

## Diseño

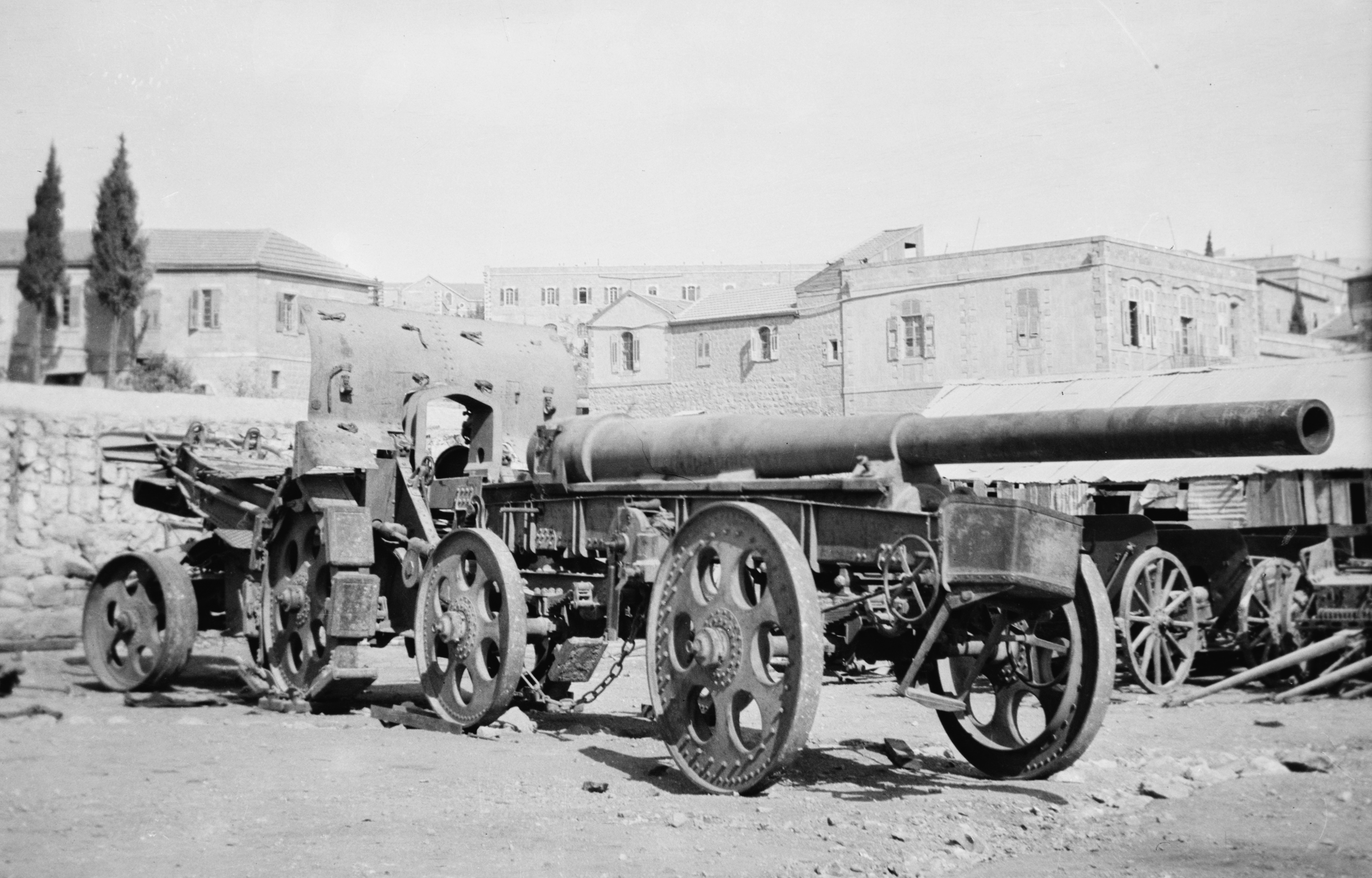
15 cm Kanone 16 en su configuración de transporte en el Oriente Medio, entre 1917 y 1918.

El K 16 presentaba un diseño exhaustivamente convencional para su época con un afuste paralelepípedo, ruedas de acero para remolcarlo motorizadamente y un mantelete curvo. El eje descansaba sobre una suspensión de ballesta. Para efectos de transporte, el cañón era generalmente removido del sistema de retroceso y transportado en su propio remolque. En 1941, un reducido número de cañones K 16 fueron montados en afustes de 21 cm Mörser 18, creando así el obús 15 cm Kanone 16 in Mörserlafette (15 cm K 16 in Mrs.Laf.).

## Munición
Disparaba 2 tipos de proyectiles de alto poder explosivo, los cuales solo se diferenciaban en el tipo de mecha que utilizaban. Ambos obuses presentaban tres configuraciones al alternar entre tres cargas distintas. La primera carga producía una velocidad de salida de 555 m/s. La segunda carga reemplazaba a la primera dentro del obús y propulsaba el proyectil con una velocidad de 696 m/s. En la última configuración, la tercera carga era adicionada a la segunda en el obús y aumentaba la velocidad de salida a 757 m/s.